# Classe Superflex 2000
La classe Superflex 2000 è formata da 15 navi ro-ro passeggeri. Costruite al termine degli anni '80 in due cantieri navali di Sunderland, le navi sono state impiegate in tutto il mondo, prestando servizio in Europa, Asia e America Latina.

## Caratteristiche
Le unità della classe sono dei traghetti bidirezionali, dotati di prua e poppa simmetriche. Una delle caratteristiche salienti del progetto è la mancanza di una vera e propria sala macchine: nella configurazione originale le navi erano infatti dotate di dieci generatori Diesel Cummins posizionati in locali insonorizzati sul ponte principale, che fornivano potenza elettrica ai quattro propulsori azimutali e per i servizi di bordo.
La classe Superflex è a sua volta divisa in due sottoclassi, le "Mark III" e "Mark IV", caratterizzate da una diversa configurazione degli spazi garage. Le "Mark IV" in configurazione originale potevano trasportare 16 trailer, 90 automobili e 293 passeggeri, mentre le "Mark III" avevano maggiore spazio dedicato ai trailer, potendone trasportare 24, a fronte però di una ridotta capacità per automobili e passeggeri (rispettivamente 40 e 253).
Molte delle unità della classe hanno subito delle modifiche anche importanti durante la loro storia operativa, principalmente riguardanti la motorizzazione, le rampe di accesso e i fumaioli. Casi a parte sono la Pantokrator (ex Superflex Foxtrot), che fu completamente ricostruita e convertita in traghetto tradizionale con l'installazione di due motori e linee d'asse convenzionali, e la Ersai 4 (ex Superflex Lima), che fu convertita dalla Saipem in una chiatta non autopropulsa.

## Servizio
Il progetto della classe Superflex 2000 fu realizzato dalla PZ Trading di Peter Zacchi, che si sarebbe occupata anche della loro commercializzazione. Inizialmente era prevista la costruzione di 24 unità, 12 per ciascun tipo ("Mark III") e ("Mark IV"); le prime quattro navi erano state ordinate dalla danese Vognmandsruten (VR Shipping), mentre le altre sarebbero state vendute ad altri armatori. Nonostante nelle intenzioni dovessero essere caratterizzate da una grande flessibilità d'utilizzo, in realtà le caratteristiche delle navi si rivelarono ben peggiori del previsto. Il cantiere costruttore, inoltre, fallì ancora prima di completare la commessa, per cui solo 15 delle 24 unità inizialmente previste furono realizzate: otto furono acquistate da VR Shipping, mentre le rimanenti dalla compagnia danese Mercandia.
Buona parte delle unità della classe ha subito importanti modifiche o ha avuto un servizio discontinuo e caratterizzato da periodi di disarmo.

## Unità della classe
| Nome                     | Immagine | Varo             | Entrata in servizio | Rotta                                    | Numero IMO | Bandiera             | Proprietario               | Note                                                                            |
| ------------------------ | -------- | ---------------- | ------------------- | ---------------------------------------- | ---------- | -------------------- | -------------------------- | ------------------------------------------------------------------------------- |
| Nikolaos                 |          | 26 maggio 1987   | 1º settembre 1987   | Ċirkewwa - Mġarr                         | 8611506    | Grecia (bandiera)    | Ionion Lines               | già Superflex Alfa                                                              |
| Corfu Star               |          | 10 agosto 1987   | 1º dicembre 1987    | Ferma a Il pireo                         | 8611623    | Grecia (bandiera)    | Paxos Island Maritime Co   | già Superflex Bravo, Svea Scarlett, Mercandia VIII                              |
| Besparmak                |          | 10 ottobre 1987  | 1º febbraio 1989    | Tasucu - Kyrenia                         | 8611518    | Cipro (bandiera)     | Filo Denizcilik Sti Ltd    | già Superflex Charlie                                                           |
| Gitte 3                  |          | 10 novembre 1987 | febbraio 1989       | Demolita                                 | 8611635    | Danimarca (bandiera) |                            | già Superflex Delta demolita nel 2010                                           |
| Superflex Trader         |          | 27 novembre 1987 | aprile 1989         | Demolita                                 | 8611520    | Messico (bandiera)   |                            | già Superflex Echo demolita nel 2016                                            |
| Pantokrator              |          | 22 gennaio 1988  | agosto 1996         | Samarinda - Pare Pare                    | 8611647    | Indonesia (bandiera) | Panca Merak Samudera       | già Superflex Foxtrot                                                           |
| Corfu Spirit             |          | 22 gennaio 1988  | giugno 1992         | Corfù - Igoumenitsa                      | 8611532    | Grecia (bandiera)    | Agatharchos Maritime Co.   | già Superflex Golf, Olympiada, Dorieus                                          |
| Ada 74                   |          | 14 aprile 1988   | giugno 1990         | Mersina - Famagosta                      | 8611659    | Turchia (bandiera)   | Megamar                    | già Superflex Hotel                                                             |
| Rosmala                  |          | 20 aprile 1988   | giugno 1995 (?)     | Demolita                                 | 8611544    | Indonesia (bandiera) | Bangun Putra Remaja        | già Superflex India demolita nel 2020                                           |
| Victorious-5             |          | 1º luglio 1988   | giugno 1995 (?)     | Demolita                                 | 8611661    | Indonesia (bandiera) | Bukit Samudera Perkasa     | già Superflex Juliett capovolta nel dicembre 2016 e demolita sul posto nel 2017 |
| Ersai 4                  |          | 9 dicembre 1988  | 27 aprile 1992      |                                          | 8611556    |                      | Saipem                     | già Superflex Kilo convertita in chiatta per operazioni offshore nel 2008       |
| Bahia del Espiritu Santo |          | 11 ottobre 1988  | 1º novembre 1992    | Stato sconosciuto (Presunta Demolizione) | 8611673    | Messico (bandiera)   | Transbordadores del Caribe | già Superflex Lima                                                              |
| Labitra Karina           |          | 9 dicembre 1988  | maggio 1995 (?)     | Merak - Bakauheni                        | 8611568    | Indonesia (bandiera) | Labitra Bahtera Pratama    | già Superflex Mike                                                              |
| Mercandia IV             |          | 12 dicembre 1988 | 1º novembre 1990    | Helsingør - Helsingborg                  | 8611685    | Danimarca (bandiera) | HH Ferries                 | già Superflex November                                                          |
| Laut Teduh 2             |          | 1º dicembre 1988 | 1995 (?)            | Demolita                                 | 8611611    | Indonesia (bandiera) |                            | già Superflex Whiskey demolita nel 2012 dopo un incendio                        |

### Superflex Alfa

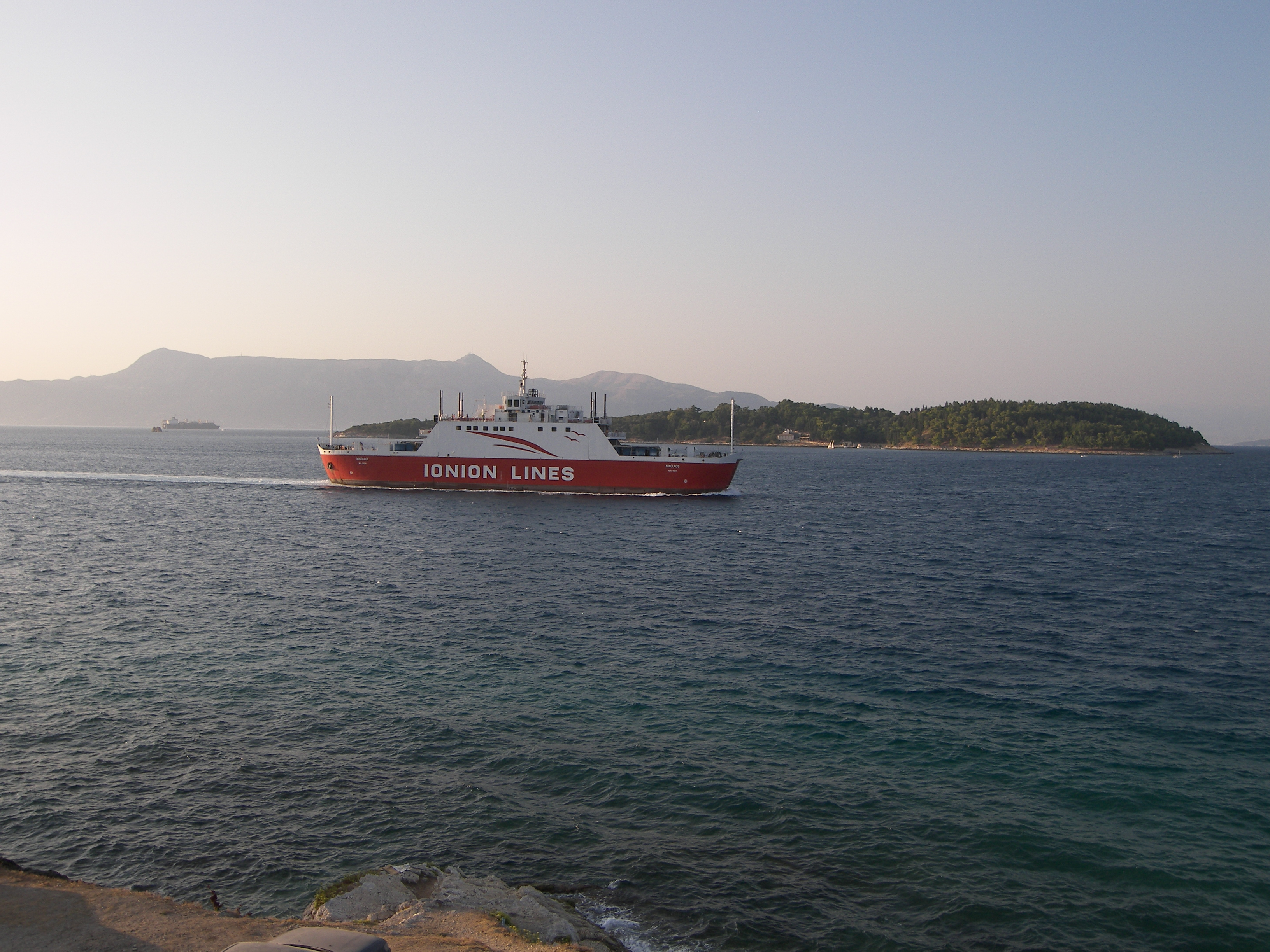
La Nikolaos (ex Superflex Alfa) poco dopo l'acquisto da parte di Ionion Lines.

La prima unità della classe fu varata il 26 maggio 1987 con il nome di Superflex Alfa, venendo consegnata alla PZ Trading nell'agosto seguente. Il 1º settembre 1987 prese servizio per la compagnia danese Vognmandsruten sul collegamento Korsør - Nyborg, rimanendovi anche dopo l'acquisizione della compagnia da parte del fondo d'investimento danese Difko. Rinominata Difko Nyborg nel giugno 1990, la nave rimase in servizio sulla stessa rotta fino al 14 giugno 1998, quando l'apertura dello Storebæltsbroen alle automobili rese di fatto superflui i collegamenti via traghetto.
Posta in disarmo in attesa di un compratore, la nave fu venduta, nel dicembre 2001 e rinominata Prokopios. Rimorchiata in Grecia, fu nuovamente rinominata Prokopios Fragkos, ma rimase ferma ancora a lungo. Nell'ottobre 2007 la nave fu venduta alla Ionion Lines, venendo ribattezzata Nikolaos ed entrando in servizio tra Corfù e Igoumenitsa. Fu in seguito sottoposta a dei lavori di ristrutturazione, rimanendo sulla stessa linea anche negli anni seguenti. Dal 2019 fu noleggiata alla maltese Gozo Channel Line.

### Superflex Bravo
La seconda unità della classe fu varata il 10 agosto 1987 con il nome di Superflex Bravo, entrando in servizio per la Vognmandsruten il 1º dicembre 1987 tra Korsør e Nyborg. Nel giugno 1990 la nave, noleggiata a Scarlett Line, fu spostata al collegamento tra Tuborg Havn (Copenaghen) e Helsingborg, scalo sostituito con Landskrona l'anno seguente. Nel 1993 la nave fu rinominata Svea Scarlett, venendo posta in disarmo a ottobre in seguito al fallimento della Scarlett Line.
Rimase in disarmo fino al giugno 1996, quando fu acquistata dalla compagnia danese Mercandia e rinominata Mercandia VIII. La nave fu messa in servizio per la compagnia affiliata Sundbroen tra Helsingør e Helsingborg. Rimase su questa rotta anche dopo il noleggio, nel 1997, alla HH Ferries, che ne rilevò la proprietà nel marzo 1999. Nel 2007 e nel 2008 la nave ebbe due incidenti in cui urtò contro il molo rispettivamente a Helsingborg e Helsingør, riportando danni alla celata di prua in entrambe le occasioni.
Dal 2011 il traghetto fu utilizzato come riserva; tra giugno e ottobre 2012 la Mercandia VIII fu noleggiata alla Scandlines e impiegata per collegare Rostock e Gedser, noleggio ripetuto anche negli anni seguenti. Nell'estate 2016, invece, la nave fu noleggiata alla compagnia estone Saaremaa Laevakompanii, rimanendo in servizio tra Virtsu e Kuivatsu tra maggio e agosto e prendendo temporaneamente la bandiera estone Il 18 Ottobre 2024 è stata annunciata la vendita a una compagnia greca e rinominata Corfu Star parte a intorno a fine ottobre per giungere al Pireo il 9 novembre dove verrà sistemata per prendere servizio in una rotta futura.

### Superflex Charlie
La Superflex Charlie fu varata il 10 ottobre 1987, rimanendo poi in disarmo presso il cantiere fino al gennaio 1989. Il 1º febbraio 1989 entrò in servizio tra Korsør e Nyborg per la Vognmandsruten; otto giorni più tardi fu coinvolta in una collisione col traghetto delle ferrovie danesi Dronning Ingrid, che comportò la morte di due passeggeri. La Superflex Charlie tornò in servizio nel mese seguente.
Nell'aprile 1990 la compagnia fu ceduta al fondo di investimento Difko e la nave fu ribattezzata Difko Korsør, rimanendo in servizio sulla stessa rotta. Il 14 giugno 1998, con l'apertura al traffico su gomma dello Storebæltsbroen, il collegamento via traghetto tra le due città danesi non fu più ritenuto competitivo e la nave fu posta in disarmo. Nel 1999 la nave fu noleggiata alla estone Saaremaa e messa in servizio tra Virtsu e Saaima col nome di Viire. Nel 2001 la nave fu nuovamente noleggiata alla compagnia estone, venendo stavolta impiegata tra Virtsu e Kuivatsu.
Il noleggio di Saaremaa ebbe termine nell'ottobre 2009 e la nave fu posta in disarmo in attesa di un compratore. Nel marzo 2010 il traghetto fu venduto alla compagnia turca Filo Denizcilik, prendendo il nome di Besparmak e venendo impiegata nei collegamenti tra il porto turco di Tasucu e quello nord-cipriota di Kyrenia.

### Superflex Delta
La Superflex Delta fu varata il 10 novembre 1987, entrando in servizio solo nel febbraio 1989 per Vognmandsruten tra Korsør e Nyborg. Come le altre navi della compagnia danese, nell'aprile dell'anno seguente la nave fu venduta al fondo d'investimento Difko, rimanendo in servizio sullo stesso collegamento e prendendo il nome di Difko Storebælt. Il 14 giugno 1998, con l'apertura dello Storebæltsbroen al traffico su gomma, il collegamento via traghetto tra le due città danesi divenne non competitivo e la nave fu posta in disarmo.
Nel gennaio 1999 la nave fu noleggiata alla Easy Line, per la quale entrò in servizio in marzo tra Gedser e Rostock col nome di Gitte 3. In seguito la nave fu posta in disarmo a Rostock, venendo brevemente noleggiata alla HH Ferries tra gennaio e febbraio 2000 per sostituire i traghetti in manutenzione. Tornata in disarmo, la Gitte 3 fu comprata dalla stessa HH Ferries nel 2003. Tuttavia, non tornò in attività, venendo utilizzata invece come fonte di pezzi di ricambio per le altre unità della classe in servizio per la compagnia; ad esempio, quando la Mercandia VIII riportò dei danni alla celata di prua in seguito a un urto con un molo, sulla stessa fu montata la celata di prua della Gitte 3.
Nel gennaio 2010 la Gitte 3 fu venduta per la demolizione in Danimarca. 

### Superflex Echo

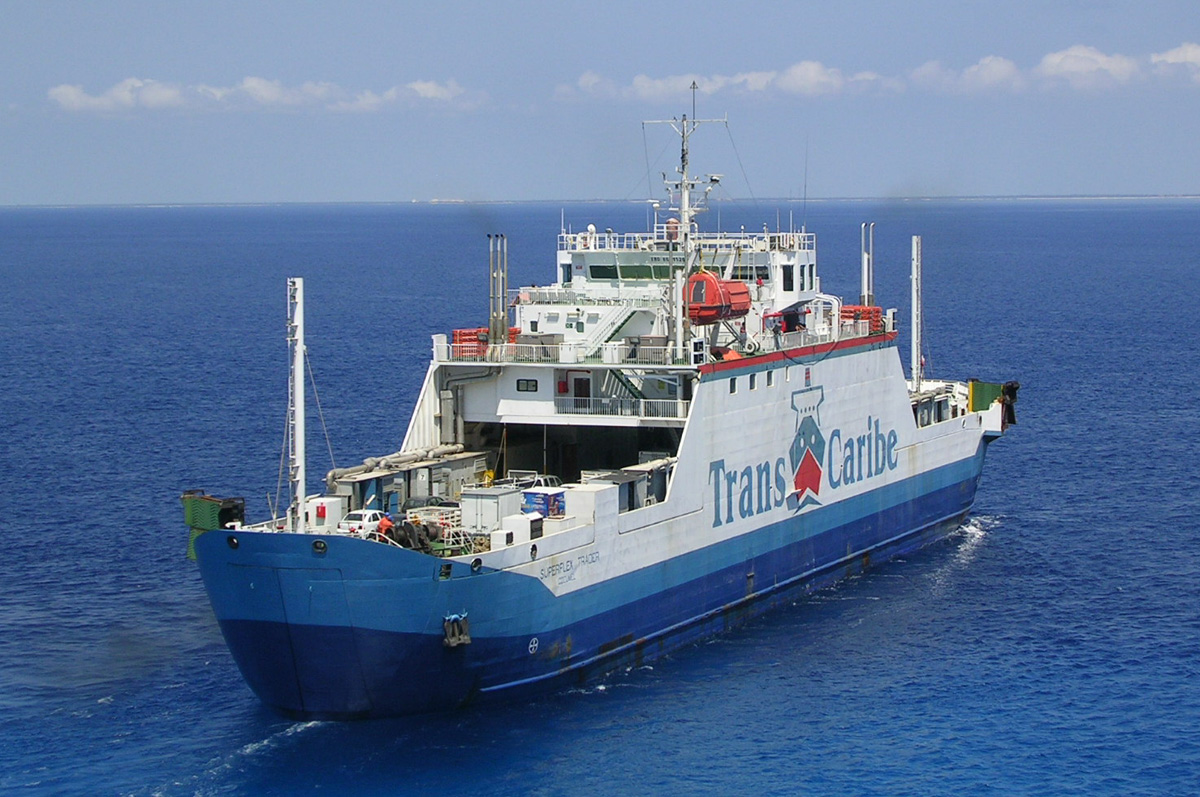
La Superflex Trader a Cozumel nel 2011. Si notano i dieci terminali di scarico, ciascuno collegato a un generatore Diesel.

La quinta unità della classe fu varata il 27 novembre 1987, rimanendo in disarmo, dopo il completamento, fino a febbraio 1989, quando fu consegnata alla VR Shipping (Vognmandsruten). Ad aprile 1989 fu messa in servizio tra Korsør e Nyborg, mentre nel settembre 1990 fu noleggiata alla Scarlett Line. Negli anni seguenti la Superflex Echo ebbe un'attività discontinua, alternando periodi di noleggio ad altri di disarmo e rimanendo ferma tra novembre 1992 e novembre 1994, quando fu rimorchiata a Korsør e usata come riserva per i traghetti impiegati nel collegamento con Nyborg.
Nel maggio 1995 la nave fu sottoposta a lavori di ristrutturazione presso i cantieri di Fredericia, venendo rinominata Difko Fyn ed entrando in servizio il 21 giugno tra Korsør e Nyborg. Come le altre navi impiegate su quella rotta, a partire dal giugno 1998 fu fermata in seguito all'apertura dello Storebæltsbroen. Tra maggio e novembre 2000 la Difko Fyn fu messa in servizio tra Bagenkop e Kiel, rimanendo per il resto in disarmo fino al 2003, quando fu comprata dalla messicana Transbordadores del Caribe S.A. Consegnata alla nuova compagnia il 9 maggio, fu rinominata Superflex Trader e inserita nei collegamenti con Cozumel. Nel 2016 fu venduta per la demolizione a Cuba.

### Superflex Foxtrot
La Superflex Foxtrot fu varata il 22 gennaio 1988, venendo consegnata alla VR Shipping nell'aprile dell'anno successivo. Non entrò, però, in servizio, venendo posta in disarmo e utilizzata come fonte di pezzi di ricambio per le unità gemelle in flotta.
Nel giugno 1994 la nave fu comprata da una compagnia greca, prendendo il nome di Pantokrator e venendo sottoposta a dei radicali lavori di rifacimento presso i cantieri navali di Salamina. Furono aggiunte una prua e una poppa tradizionali, mentre il sistema di propulsione Diesel-elettrico Schottel fu sostituito con due linee d'asse convenzionali collegate a due motori Diesel MAN. La lunghezza del traghetto passò da 95,8 a 109,2 metri, mentre i passeggeri trasportabili salirono a 1.000.
La Pantokrator entrò in servizio tra Corfù e Igoumenitsa nel 1996 per la Feax Express Lines. Rimase attiva su questo collegamento fino al 2013, quando fu venduta a una compagnia indonesiana.

### Superflex Golf
La Superflex Golf fu varata il 22 gennaio 1988. Rimase in disarmo presso il cantiere fino al maggio 1989, quando fu consegnata alla VR Shipping. Come la Superflex Foxtrot, però, non entrò in servizio, continuando a rimanere ferma a Copenaghen fino a giugno 1992, quando fu noleggiata alla Skagen Linjen e immessa su un collegamento tra Skagen (Danimarca) e Marstrand (Svezia). In seguito al fallimento della compagnia la nave tornò in disarmo, venendo venduta alla compagnia spagnola ISNASA nel dicembre 1994.
Rinominata Antonio Machado, fu impiegata in collegamenti tra Spagna e Nordafrica, con scali ad Algeciras e Ceuta. Nel marzo 1998 fallì anche la ISNASA e la nave fu posta nuovamente in disarmo, rimanendo in stato di abbandono fino al 2003, quando fu acquistata dalla genovese EneRmaR. Rinominata Razzoli, fu sottoposta a degli importanti interventi di ristrutturazione e riparazione, durante i quali otto dei dieci generatori Cummins furono sostituiti con quattro generatori Iveco.
Nell'estate 2004 la Razzoli fu noleggiata alla N.G.I. (Navigazione Generale Italiana), venendo impiegata nei collegamenti tra Milazzo e le isole Eolie. Nel 2005 la nave fu ceduta, insieme alla gemella Budelli (ex Superflex Hotel) alla Bluvia, in cambio delle gemelle Agata e Pace e di un conguaglio. Nel periodo di proprietà Bluvia la nave fu sottoposta a lavori di ristrutturazione, che riguardarono principalmente le estremità: le forme di carena furono affinate, con l'intento di aumentare la velocità del traghetto, mentre le rampe a libretto e le celate necessarie all'accesso al garage inferiore furono sostituite da delle rampe più larghe e collocate in posizione più avanzata.
Rientrata in servizio dopo questi lavori, nel marzo 2008 la nave fu rinominata Reggio, continuando a operare nello stretto di Messina. Nel 2012 la nave fu venduta a una compagnia greca. Rinominata Dorieus, ad agosto entrò in servizio tra Corfù e Igoumenitsa. Vi rimase fino al giugno 2014, quando fu posta in disarmo a Perama e acquistata da una compagnia di navigazione russa. Rinominata Olympiada, il 17 luglio entrò in servizio tra Kavkaz e Kerč', in Crimea. Nel 2019 è tornata in Grecia, riprendendo nome e bandiera precedenti; nel 2022 fu rinominata Corfu Spirit.

### Superflex Hotel
La Superflex Hotel ebbe per lunghe fasi un percorso parallelo a quello della gemella Superflex Golf. Varata il 14 aprile 1988, fu consegnata alla VR Shipping solo nel maggio dell'anno seguente, venendo posta in disarmo e venendo impiegata solo sporadicamente per noleggi occasionali ad altre compagnie. Nel gennaio 1995 la nave fu venduta alla spagnola ISNASA insieme alla Superflex Golf, prendendo il nome di Miguel Hernandez ed entrando in servizio sui collegamenti tra la Spagna e il Nordafrica, con scali ad Algeciras e Ceuta rispettivamente.
In seguito al fallimento della compagnia nel marzo 1998, la Miguel Hernandez fu posta in disarmo, rimanendo in stato di abbandono ad Algeciras. Sia quest'unità che la gemella Antonio Machado furono acquistate da EneRmaR nel 2003, venendo sottoposte a degli importanti interventi di ristrutturazione e riparazione, durante i quali otto dei dieci generatori Cummins furono sostituiti con quattro generatori Iveco.
Nell'estate 2004 la nave, ribattezzata Budelli, entrò in servizio tra Palau e La Maddalena. Nel 2005 la nave fu ceduta, insieme alla gemella Razzoli alla Bluvia, in cambio delle gemelle Agata e Pace e di un conguaglio. Nel periodo di proprietà Bluvia, la nave fu sottoposta a lavori di ristrutturazione che riguardarono principalmente le estremità: le forme di carena furono affinate con l'intento di aumentare la velocità del traghetto mentre le rampe a libretto e le celate necessarie all'accesso al garage inferiore furono sostituite da delle rampe più larghe e collocate in posizione più avanzata. In seguito ai lavori, nel 2008 la nave fu ribattezzata Mongibello, venendo però fermata a Messina e rimanendovi fino al 2012, quando fu acquistata da una compagnia greca e rinominata Ionas.
Rimorchiata in Grecia, fu in seguito sottoposta a degli ulteriori lavori di rifacimento, entrando in servizio nel marzo 2014 tra Corfù e Igoumenitsa. Tuttavia, già a maggio 2014 la Ionas fu noleggiata a una compagnia russa, che la impiegò per collegare Kavkaz e Kerč', in Crimea. Nell'aprile 2015 la Ionas fu invece noleggiata alla estone Saaremaa, entrando in servizio il 19 giugno tra Virtsu e Kuivatsu. Nell'ottobre 2016 la nave fu noleggiata a un'altra compagnia estone, rimanendo impegnata sullo stesso collegamento. In seguito, terminato il noleggio, la nave tornò in servizio tra Corfù e Igoumenitsa. Nel 2023 fu venduta a una compagnia turca, prendendo il nome di Ada 74 e venendo impiegata nei collegamenti tra Mersina e Famagosta.

### Superflex India
La Superflex India fu varata il 20 aprile 1988 e rimase in disarmo a Sunderland fino all'aprile 1990, quando fu venduta alla compagnia danese Mercandia. Rinominata Mercandia V, fu spostata a Fredericia e posta in disarmo.
Nel 1995 la nave fu venduta alla compagnia cinese Dalian Vivid Dragon Shipping, venendo ribattezzata DVD no IV e partendo per la Cina a marzo. In seguito la nave fu venduta in Indonesia, prendendo il nome di Rosmala. Nel 2020 fu demolita.

### Superflex Juliett
La Superflex Juliett fu varata il 1º luglio 1988, venendo posta in disarmo presso il cantiere fino all'aprile 1990. Venduta alla compagnia danese Mercandia, fu trasferita in Danimarca e rinominata Mercandia VI, senza però entrare in servizio.
Nel 1995 la nave fu venduta alla compagnia cinese Dalian Vivid Dragon Shipping, venendo ribattezzata DVD no I e partendo per la Cina a marzo. In seguito la nave fu venduta in Indonesia, dove fu ribattezzata inizialmente Laut Teduh 5 e poi Victorious-5, venendo impiegata nei collegamenti tra Merak e Bakauheni, nello stretto della Sonda. Fuori servizio dal 2014, nel dicembre 2015 la Victorious-5 e una piccola nave cisterna, la Mangun Jaya, alla fonda a Merak, trascinarono le ancore per via delle avverse condizioni meteo, entrando in collisione e incagliandosi. Nel dicembre dell'anno successivo la Victorious-5 si rovesciò in acque basse nei pressi di Merak. Venne in seguito demolita sul posto.

### Superflex Kilo
La Superflex Kilo fu varata il 9 dicembre 1988, venendo acquistata dalla compagnia danese Mercandia nell'aprile dell'anno seguente. Rinominata Mercandia I, rimase in disarmo fino all'aprile 1992, quando entrò in servizio tra Kalundborg e Juelsminde per la Kattegatbroen, compagnia affiliata a Mercandia. Rimase in servizio su questa linea fino al termine del 1996, con l'eccezione di alcuni brevi noleggi e di un periodo di disarmo nel 1995. Nella stagione estiva 1997 la Mercandia I fu noleggiata alla neonata compagnia svedese Litorina Line, che la impiegò in un collegamento tra Klintehamn (sull'isola di Gotland) e Grankullavik (sull'isola di Öland).
Posta nuovamente in disarmo, la nave fu acquistata nel 1998 dalla K/S Østersjø-Fergen, prendendo il nome di Easy 1. Sottoposta a dei lavori di ristrutturazione, fu nuovamente ribattezzata Anja 11 e messa in servizio per Easy Line, a partire da giugno, tra Gedser e Rostock. A dicembre del 2000 la nave fu fermata, rimanendo poi in disarmo, ad eccezione di un breve impiego come riserva da parte della HH Ferries, fino all'aprile 2003, quando fu noleggiata alla Langeland-Kiel Linien e messa in servizio tra i due porti omonimi con il nome di Langeland.
Nel novembre 2003 la compagnia fallì e la Langeland fu nuovamente fermata, venendo poi noleggiata a HH Ferries tra marzo e maggio 2004 per prestare servizio tra Helsingør e Helsingborg. A maggio la nave fu noleggiata alla croata Sem Marina, che la ribattezzò Split Prvi e la mise in servizio tra Spalato e Supetar, sull'isola di Brazza. Fermata a febbraio 2008, pochi mesi più tardi la nave fu venduta alla Saipem, che la fece trasformare in una chiatta non autopropulsa per lo svolgimento di lavori offshore nel mar Caspio, ribattezzandola Ersai 4.

### Superflex Lima
La Superflex Lima fu varata l'11 ottobre 1988, venendo acquistata dalla Mercandia nel maggio 1989 e prendendo il nome di Mercandia II. Rimase in disarmo fino al settembre 1990, quando fu sottoposta a lavori di ristrutturazione presso il cantiere di Fredericia. Due mesi più tardi entrò in servizio tra Juelsminde e Kalundborg per la compagnia affiliata a Mercandia Kattegatbroen. Nel novembre 1995 la Mercandia II fu venduta a una compagnia brasiliana, che, dopo averla sottoposta a lavori presso il cantiere di Fredericia, la ribattezzò Baia de Todos os Santos e la mise in servizio tra Salvador e l'isola di Itaparica.
Nel 2003 il traghetto fu fermato e due anni più tardi fu acquistato dalla compagnia messicana Transbordadores del Caribe S.A., che la mise in servizio tra Calica e Cozumel con il nome di Bahia del Espiritu Santo. Nell'ottobre 2005 la nave si incagliò a causa dell'uragano Wilma, venendo poi riportata in galleggiamento e rientrando in servizio nel maggio 2006.
L'AIS non è più attivo dal 9 Febbraio 2022 si presuppone la demolizione del traghetto.

### Superflex Mike
La Superflex Mike fu varata il 9 dicembre 1988, venendo acquistata dalla Mercandia nel maggio 1989. Ribattezzata Mercandia III, come altre unità della classe passate alla compagnia danese la nave rimase in disarmo in Danimarca, non entrando mai in servizio per Mercandia. Nel 1995 la nave fu venduta insieme ad altre tre unità della classe alla compagnia cinese Dalian Vivid Dragon Shipping, prendendo il nome di DVD No III e partendo per la Cina nel marzo 1995.
Successivamente la nave fu venduta in Indonesia, prendendo i nomi di Victorious-3, Bahtera Samudera I e, nel 2015, Labitra Karina, prestando servizio tra Merak e Bakauheni.

### Superflex November
La Superflex November fu varata il 12 dicembre 1988, passando alla Mercandia nel maggio 1989. Rinominata Mercandia IV, rimase in disarmo in Danimarca fino al novembre 1990, quando entrò in servizio tra Kalundborg e Juelsminde per la Kattegatbroen, compagnia affiliata a Mercandia. Rimase in servizio su questo collegamento fino al maggio 1996, venendo poi spostata, a partire dal 1º giugno 1996, alla linea Helsingør - Helsingborg per conto di Sundbroen. Nel 1999 il traghetto passò a HH Ferries, continuando a essere impiegato sullo stesso collegamento.
L'11 settembre 2006 la nave entrò in collisione con la piccola imbarcazione passeggeri Sundbuss Pernille in una fitta nebbia; l'incidente causò tre feriti lievi. Tra gennaio e febbraio 2012 la Mercandia IV fu sottoposta a lavori di rifacimento delle zone passeggeri, che comportarono l'installazione di una caffetteria. Il 22 settembre 2014 la nave andò a sbattere contro il molo a Helsingborg, causando ferite a un passeggero e a un membro dell'equipaggio. La Mercandia IV tornò in servizio tre settimane più tardi.

### Superflex Whiskey
La Superflex Whiskey fu varata il 1º dicembre 1988. Rimase in disarmo presso il cantiere fino al maggio 1990, quando fu spostata in Danimarca in seguito all'acquisto da parte della Mercandia. Come altre unità della classe in possesso della compagnia, la Mercandia VII rimase in disarmo senza mai entrare in servizio per Mercandia, venendo poi venduta, nel 1995, alla compagnia cinese Dalian Vivid Dragon Shipping. Rinominata DVD no. II, partì per la Cina nel febbraio 1995.
In seguito la nave fu venduta in Indonesia, prendendo il nome di Laut Teduh 2. Nel 2011 il traghetto prese fuoco con 477 persone a bordo; l'incendio causò 28 vittime. La nave fu demolita in Indonesia nel maggio 2012.